# Fracción la Unidad Número Dos
Fracción la Unidad Número Dos är en ort i Mexiko.   Den ligger i kommunen Villa Comaltitlán och delstaten Chiapas, i den sydöstra delen av landet, 800 km sydost om huvudstaden Mexico City. Fracción la Unidad Número Dos ligger 400 meter över havet och antalet invånare är 120.
Terrängen runt Fracción la Unidad Número Dos är varierad. Runt Fracción la Unidad Número Dos är det ganska tätbefolkat, med 111 invånare per kvadratkilometer. Närmaste större samhälle är Huixtla, 17,6 km söder om Fracción la Unidad Número Dos. I omgivningarna runt Fracción la Unidad Número Dos växer i huvudsak städsegrön lövskog.